# Friedrich Xaver Wiebe
Friedrich Xaver Wiebe (* 10. Januar 1829 in Königsberg; † 26. Januar 1905 in Berlin-Nikolassee) war ein preußischer General der Artillerie.

## Leben und Wirken

### Familie
Wiebe entstammte einer Familie, aus der viele Geistliche hervorgegangen sind. Auch der Großvater Nathanael Friedrich Wiebe war Pfarrer. Seine Eltern waren der preußische Oberstleutnant der Artillerie Friedrich Karl Wiebe (1793–1862) und dessen Ehefrau Johanna Charlotte, geborene Woysch (1808–1843). Sein Bruder Friedrich Karl wurde preußischer Generalmajor. Wiebe heiratete am 12. Mai 1863 in Berlin Henriette Sineck (1833–1892), eine Tochter des Majors Ludwig Theodor Sineck. Das Paar hatte eine Tochter namens Charlotte (* 1869).

### Wirken
Wiebe absolvierte das Gymnasium in Königsberg und trat nach seinem Abschluss am 16. Oktober 1846 als Kanonier in die 8. Artillerie-Brigade der Preußischen Armee ein. Zur weiteren Ausbildung war er ab Oktober 1847 für drei Jahre an die Vereinigte Artillerie- und Ingenieurschule kommandiert, avancierte zwischenzeitlich zum außeretatmäßigen Sekondeleutnant und wurde am 29. Oktober 1850 mit Patent vom 16. September 1848 zum Artillerieoffizier ernannt. Am 1. Januar 1853 erfolgte seine Ernennung zum Feuerwerksleutnant und als solcher besuchte Wiebe ab 1. Oktober 1855 für drei Jahre die Allgemeine Kriegsschule. Zu Ausbildungszwecken war er während dieser Zeit zum 6. Ulanen-Regiment und zum Kaiser Franz Grenadier-Regiment kommandiert. Außerdem wurde er am 1. Juni 1858 zum Premierleutnant befördert.
Nach einer kurzzeitigen Kommandierung zur Garde-Pionier-Abteilung wurde Wiebe am 15. September 1859 als Assistent der Artillerieprüfungskommission und in dieser Eigenschaft am 1. Oktober 1860 Hauptmann. Er kam am 5. Juli 1862 in den Generalstab des VII. Armee-Korps und stieg Anfang Mai 1865 zum Major auf. Im Vorfeld des Deutschen Krieges wurde Wiebe am 20. Mai 1866 dem Generalstab des Oberkommandos der Mainarmee zugeordnet. In dieser Stellung nahm er an den Kämpfen bei Hammelburg, Aschaffenburg, Tauberbischofsheim, Helmstadt und Roßbrunn und der Beschießung von Würzburg. Nach dem Friedensschluss kehrte er am 15. September 1866 in den Generalstab des VII. Armee-Korps zurück und erhielt fünf Tage später den Kronen-Orden III. Klasse mit Schwertern.
Am 16. Februar 1867 wurde Wiebe in den Großen Generalstab versetzt und von dort vom 7. März bis zum 5. Oktober 1867 zum Generalstab des VII. Armee-Korps kommandiert. Am 22. März 1868 zum Oberstleutnant befördert, wurde er am 4. Oktober 1869 Abteilungskommandeur in der 1. Artillerie-Brigade. Während der Mobilisierung anlässlich des Krieges gegen Frankreich wurde er Kommandeur der Artillerie im Stab der Armeeabteilung des Großherzogs von Mecklenburg. Er kämpfte bei Metz, Toul und Paris und wurde im Gefecht bei Soissons verwundet. Ferner war er bei Orleans, Beaugency und Le Mans sowie den Gefechten bei Meung, Connere, Alencon und Bazoches-les-hautes. Dafür erhielt er am 20. Oktober 1870 das Eiserne Kreuz II. Klasse, außerdem wurde er am 18. Januar 1871 zum Oberst befördert sowie am 20. Mai 1871 zu den Offizieren der Armee versetzt.
Nach dem Krieg erfolgte am 27. Juni 1871 seine Ernennung zum Kommandeur des 2. Pommerschen Fußartillerie-Regiments Nr. 15. Daran schloss sich am 9. Juni 1874 eine Verwendung als Kommandeur der 4. Fußartillerie-Brigade an sowie am 4. November 1875 mit Patent vom 28. Oktober 1875 die Beförderung zum Generalmajor an. Am 27. November 1879 wurde Wiebe Inspekteur der 1. Fußartillerie-Inspektion in Berlin und am Generalleutnant. Anlässlich des Ordensfestes wurde er im Januar 1883 mit dem Stern zum Roten Adlerorden mit Eichenlaub ausgezeichnet. Am 10. Februar 1887 wurde er mit dem Charakter als General der Artillerie und Pension zur Disposition gestellt. Noch am 9. Mai 1889 erhielt er das Patent zu seinem Dienstgrad. Er starb am 26. Januar 1905 in Berlin-Nikolassee.